# Stazione di Schiedam Centrum
Schiedam Centrum, è una stazione ferroviaria di scambio nella città di Schiedam, Paesi Bassi. È una stazione passante di superficie a 7 binari, di cui quattro sulla linea ferroviaria Amsterdam-Rotterdam e tre sulle linee A, B, e C della metropolitana di Rotterdam. La stazione, parte terminale della linea Schiedam-Hoek van Holland, funge anche da raccordo di questa con la linea Amsterdam-Rotterdam.

## Storia
La stazione venne aperta il 3 giugno 1847 con il nome di Schiedam , quando fu utilizzata la tratta Den Haag-Delft-Rotterdam e a quel tempo era l'unica stazione di Schiedam. Con la conversione della ferrovia che collega Rotterdam a Hoek van Holland in una linea della metropolitana, la stazione è diventata nuovamente dal 1º aprile 2017 l'unica stazione ferroviaria di Schiedam. Dal 1º giugno 1975 al 1º aprile 2017 c'era anche la stazione Schiedam Nieuwland, stazione della metropolitana dal 30 settembre 2019.
Nel 1889 l'edificio originale fu sostituito da un nuovo edificio progettato da Dirk Margadant. Nel 1891 fu aperta la ferrovia per Maassluis , nel 1893 estesa a Hoek van Holland.
In seguito alla sopraelevazione della ferrovia, avvenuta nel 1959, nel 1963 venne costruito un nuovo edificio, progettato da Koen van der Gaast, con la realizzazione di una speciale tettoia pentagonale sulla piazza della stazione inferiore. Una simile costruzione del tetto è ancora presente nella stazione di Tilburg, progettata dallo stesso architetto.
Dal 25 maggio 1967 il nome della stazione era Schiedam-Rotterdam West e i treni espressi internazionali da e per Hoek van Holland passavano attraverso questa stazione e non via Rotterdam Central. Il 24 maggio 1998 il nome della stazione è stato cambiato in Schiedam Centrum, perché non vi transitano più treni internazionali.
Nel 2000 l'edificio della stazione è stato completamente rinnovato e adattato in connessione con un prolungamento della linea est-ovest della metropolitana di Rotterdam. Con la costruzione della metropolitana la zona di ingresso è scomparsa, ma è stato mantenuto il grande tetto degli anni sessanta. Un nuovo tetto è stato costruito sopra i binari della metropolitana, progettato dall'architetto Jan van Belkum dello studio di ingegneria Arcadis.